# Valiolah Mozaffarian
Valiolah Mozaffarian (1953) es un botánico iraní, que trabajó académicamente como profesor del Departamento de Biología, Facultad de Ciencias, Universidad de Teherán.

## Algunas publicaciones
- fariba Sharififar, Narguess Yassa, Valiolah Mozaffarian. 2010. Bioactivity of major components from the seeds of Bunium persicum (Boiss.) B.Fedtsch. Pak. J. Pharm. Sci. 23 (3): 300-4

- ----------------------, valiolah Mozaffarian, shirin Moradkhani. 2007. Comparison of antioxidant and free radical scavenging activities of the essential oils from flowers and fruits of Otostegia persica Boiss. Pak. J. Biol. Sci. 10 (21): 3895-9

### Libros
- Flora of Iran. Publicación de la Universidad de Teherán

- La abreviatura «Mozaff.» se emplea para indicar a Valiolah Mozaffarian como autoridad en la descripción y clasificación científica de los vegetales.[3]